# Voskrsenja ne biva bez smrti (1922.)
Voskrsenja ne biva bez smrti  (talijanski Non v'è resurrezione senza morte) prvi crnogorski igrani nijemi film snimljen u talijanskoj produkciji 1922. godine.
Za cilj je imao animirati svjetsko mnijenje u pokušaju sprječavanja nestanaka Kraljevine Crne Gore s povijesne karte njezinim nasilnim priključenjem Kraljevini SHS. 
Kako je primijetio srpski povjesničar filma Dejan Kosanović

## O filmu
Crnogorski ministar u egzilu Vladimir Popović scenarist je ovoga filma. Financijsku je potporu snimanju filma dala talijanska kraljica Helena Savojska, kći kralja Nikole I. Petrovića. No, bitnu je pomoć okupljanju tadašnjih prvorazrednih talijanskih sineasta i razradi ideje filma dao talijanski pjesnik Gabriele D'Annunzio, koji je godinama bio aktivni sudionik raznih promodžbenih akcija za crnogorsku stvar.

## Akteri
Film je sniman u produkciji tvrtke Sangro film u studijima u Rimu, te u okolici, a u pojedinim masovnim scenama sudjelovali su pripadnici Crnogorske vojske u Italiji. 
Redatelj je bio C. Luperini, a glavne role tumače Elena Sangro, Carlo Gualandri, Camilo De Rossi, Enrico Skatici.

## Radnja
Ovaj nijemi film bio je dug 2.050 metara (blizu dva sata prikazivanja). Sastojao se od prologa, tri dijela i epiloga.
- PROLOG prikazuje romantiziranu povijest Crne Gore, te obitelji Đorđa Simovića i njegove sinove, Jakšu i Pavla.

- PRVI DIO se odigrava desetak godina kasnije. Prikazuje početak Prvog svjetskog rata. Jakša Simović  je crnogorski časnik i odlazi na bojište, a prati ga njegova zaručnica Milena. Crnogorska vojska se hrabro bori, ali mora položiti oružje pred jačim protivnikom.

- DRUGI DIO prikazuje austrougarsku okupaciju. Jedan je od okupacijskih časnika i Pavle Simović koji ne zna svoj pravi identitet, jer je odrastao i školovan u Beču, te misli da je Austrijanac. Crnogorci pripremaju ustanak, ali zbog izdaje Austrijanci hapse Jakšu Simovića, dok se general Radomir Vešović (povijesna ličnost) odmetnuo u planine radi nastavka oružane borbe.

- TREĆI DIO prikazuje kako zaručnica Milena pokušava spasiti svog Jakšu Simovića iz zatvora, no ne uspijeva, jer ga Austrijanci osuđuju na smrt i strijeljaju. U međuvremenu, Pavle Simović saznaje za svoje crnogorsko podrijetlo i pridružuje se crnogorskim komitskim postrojbama generala Vešovića.

Film se završava simboličnom apoteozom slobodnoj i neovisnoj Crnoj Gori.

## Sudbina filma
Premijera filma Voskrsenja ne biva bez smrti je održana u Rimu 14. travnja 1922. u tada najmodernijem kinu Volturno u prisustvu mnogih procrnogorski orijentiranih talijanskih zvanica. Potom je prikazivan u mnogim gradovima Italije, Francuske i SAD.
Prvi je o filmu Voskrsenja ne biva bez smrti za doba SFRJ pisao crnogorski autor Ratko Đurović (“Vladimir Popović, prvi crnogorski sineast”, Stvaranje, 12, 1973, Titograd) a o filmu se znalo samo na osnovu sekundarnih izvora - napisa iz tiska i memoarskih zapisa. 
Značajnu dokumentaciju o filmu je sačuvala obitelj Vladimira Popovića, kao i obitelj Pera Šoća, nekoć također crnogorskog ministra u egzilu.
Od ovih je obitelji Jugoslovenska kinoteka iz Beograda dobila 21 metar filmskog materijala, originalni scenarij i 15 fotografija iz filma. Zahvaljujući vrijednom radu prof. Kosanovića godine 1995. od  Kinoteke Furlanije pribavljeno je još 117 metara a u Rimu je pronađeno još oko 30 fotografija iz ovoga filma.
Koimbinirajući sačuvane filmske kadrove i snimljene fotografije, prof. Kosanović je 1996. rekonstruirao dijelove filma Voskrsenja ne biva bez smrti u trajanju od 30 minuta, te je ovakva verzija filma prikazivana na raznim festivalima i na crnogorskoj nacionalnoj televiziji.

## Kazališna predstava
Po predlošku knjige snimanja i memoarskih zapisa o filmu Voskrsenja ne biva bez smrti crnogorska redateljka Radimla Vojvodić je 1998. napravila kazališnu hit-predstavu Montenegrini u zajedničkoj produkciji Crnogorskog narodnog pozorišta i Grad teatra Budva.

## Vanjske poveznice
- Voskrsenja ne biva bez smrti